# Моттаки, Манучехр
Манучехр Моттаки (перс. منوچهر متکی‎) — министр иностранных дел Ирана (2005—2010), утверждённый на пост президентом Махмудом Ахмадинежадом. В ходе выборов президента в 2005 Моттаки поддерживал Али Лариджани.
Родился 12 мая 1953 года в городе Бандаре-газ остана Голестан.
Окончил Тегеранский и Бангалорский университеты, специалист по международным отношениям. До утверждения на пост министра иностранных дел работал послом Ирана в Турции и Японии, советником министра иностранных дел Ирана. В 2005 году был назначен на пост министра иностранных дел Ирана, 13 декабря 2010 года был смещён со своего поста президентом Ирана Махмудом Ахмадинежадом.